# Decachaeta thieleana
Decachaeta thieleana là một loài thực vật có hoa trong họ Cúc. Loài này được (Klatt ex Klatt) R.M.King & H.Rob. mô tả khoa học đầu tiên năm 1969.